# 佐久間勝盛
佐久間 勝盛（さくま かつもり、寛永元年（1624年） - 正保3年9月29日（1646年11月6日））は、江戸時代の旗本。佐久間氏の一族。佐久間勝年の子。通称は辰千代、源六郎。
寛永9年（1632年）11月19日、将軍徳川家光に拝謁。寛永12年（1635年）、祖父の信濃長沼藩主勝之の死去により遺領から5000石の分知を受ける。その陣屋は父勝年の居館があった地（現長野市穂保貞心寺の境内にあたる）で、これを「長沼知行所」といった。なお江戸屋敷は愛宕下の長沼藩上屋敷の隣地（港区西新橋1-16）にあった。
妻は初め北条美濃守氏信の娘と婚姻したが離縁し、ついで高遠藩主鳥居家の娘を正室とした。
正保3年（1646年）9月29日、23歳で没したが嗣子がなく家は断絶した。
戒名は自照院固山道賢。墓所は西久保の青龍寺。二本榎広岳院に一族の子孫が幕末に安置した位牌がある。

## 系譜
- 父：佐久間勝年
- 母：不詳
- 前室：北条美濃守氏信の娘
- 後室：鳥居氏